# Grön anakonda
För andra betydelser av "Anakonda" och "Anaconda", se Anaconda (olika betydelser).
Grön anakonda (Eunectes murinus) är en orm i familjen boaormar som är världens tyngsta och en av världens längsta ormar. Den är nära besläktad med den mindre gula anakondan (Eunectes notaeus).

## Utseende
Den gröna anakondan kan väga över 100 kg och bli upp till 7 meter lång. De flesta individer blir däremot betydligt mindre. Under en studie i Venezuela uppmättes flera könsmogna hannar med en längd av 1,88 till 3,34 meter och en vikt av 2,5 till 14,3 kilogram. Honorna var med en längd av 2,43 till 5,17 meter och en vikt av 9,3 till 82,5 kilogram avsevärt större.
Ormen har en mörkbrun till grönaktig färg. Ovansidan är täckt med ett irreguljärt mönster av mörka fläckar, och sidorna har rader av gulaktiga prickar med mörka konturer. Huvudet är smalt jämfört med kroppen, vanligtvis med en distinkt orangegul strimma med mörka konturer som sträcker sig till ögonen på varje sida.

## Utbredning
Den gröna anakondan finns i regnskogarna i Sydamerika, i Amazonas och vid Orinocofloden. Den lever huvudsakligen i träsk, kärr och långsamt rinnande strömmar. De rör sig mycket lättare och smidigare i vatten än på land. Den gröna anakondan simmar mycket bra och kan vara under vattnet i upp till 10 minuter.

## Föda
En fullvuxen anakonda kan krama ihjäl och svälja en kajman. I fullvuxen ålder består även födan av tapirer, hjortdjur och kapybaror. Unga anakondor äter mestadels fiskar, fåglar och mindre däggdjur och reptiler.
Ormen är inte giftig, utan den kramar sina byten till döds. Trycket anakondan åstadkommer när den "kramar" ihjäl sitt byte har av vissa beräknats till 43 kg/cm². Detta är tre gånger mer än motsvarande tryck från en nätpyton. Andra nämnda siffror är 6 kg/cm², vilket då skulle ge ett totalt tryck över en kropp motsvarande cirka 4 ton. Enligt dokumentären Secrets of Snakes motsvarar dock trycket på bröstkorgen från en stor grön anakonda en 360 kg motorcykel.

## Reproduktion
Den gröna anakondan föder levande ungar som vid födseln kan vara upp till 75 cm långa och väga 250 gram.

## Den gröna anakondan och människan
Den gröna anakondan har ett överdrivet rykte som en aktiv människoätare. Men i själva verket är oprovocerade attacker mot människor sällsynta. Människor som fångar in anakondor har sällan råkat ut för något annat än otäcka bett, som anakondan har avgett i självförsvar. Det förekommer ett flertal historier om människoätande anakondor, men ytterst få av dem är bekräftade.
Det finns dock vissa dokumenterade fall om anakondor som har attackerat människor för föda, vilket förmodligen har varit resultat av brist på deras vanliga bytesdjur. Ett sådant fall inträffade i februari 2007 när den åttaårige pojken Matheus Pereira blev attackerad av en grön anakonda när han och några av hans vänner lekte vid en bäck i Cosmorama, São Paulo. När Mateus kom tillräckligt nära dök den fem meter långa anakondan upp ur vattnet, bet tag i pojken och snärjde sin kropp runt honom för att krama luften ur honom. Pojkens farfar, Joaquim Pereira, 66 år, fick kämpa i en halvtimme för att frigöra sitt barnbarn från anakondans grepp genom att slå den med stenar och hugga den med kniv till dess att ormen dog. Pojken klarade sig relativt bra. Han fick sys med 21 stygn i bröstet där anakondan hade bitit honom och kunde lämna sjukhuset samma dag.

## I populärkultur
Den gröna anakondan har varit antagonisten i en serie skräckfilmer. Den beskrivs i dem som en fruktad människoätare och mördarmaskin vars muskler är kapabla att krossa ben och spränga blodådror på sina offer.
Den första filmen, Anaconda, kom ut 1997. I den reser en expedition till Amazonas för att spela in en dokumentärfilm om Shirishamastammen. De träffar dock senare en tjuvjägare som övertalar dem att fånga in en levande anakonda då den kan säljas för höga summor pengar. Den andra filmen, Anacondas: The Hunt for the Blood Orchid, kom ut 2004. Denna film utspelar sig dock i Borneo, där det egentligen inte finns anakondor.
Ormen Kaa porträtteras som en grön anakonda i Disneys live action-version av Djungelboken. I boken är dock Kaa en nätpyton, och precis som i det tidigare nämnda fallet så är anakondor inte inhemska i Indien.